# Петраково (Ершичский район)
Петраково — деревня в Ершичском районе Смоленской области России. Входит в состав Руханского сельского поселения. Население — 8 жителей (2019 год).
Расположена в южной части области в 13 км к востоку от Ершичей, в 16 км юго-западнее автодороги А141 Орёл — Витебск. В 20 км северо-восточнее деревни расположена железнодорожная станция Пригорье на линии Рославль — Брянск.

## История
В годы Великой Отечественной войны деревня была оккупирована гитлеровскими войсками в августе 1941 года, освобождена в сентябре 1943 года.